# Калинин, Геннадий Павлович
Геннадий Павлович Калинин (1916—1975) — советский учёный, физико-географ, гидролог; доктор географических наук (1946), профессор (1954), член-корреспондент Академии наук СССР (1970).

## Биография
Родился 10 ноября (23 ноября по новому стилю) 1916 года в Баку.
Окончил гидрологический факультет Харьковского гидрометеорологического института в 1937 году. Тема кандидатской диссертации — «Главнейшие климатические факторы годового стока», тема докторской диссертации — «Основы методики краткосрочных прогнозов водного режима рек».
Работал в Государственном гидрологическом институте в Ленинграде (в 1937—1938 годах) и Харьковском инженерном гидрометеорологическом институте (в 1938—1942 годах). В 1942 году Калинин был вызван Главным управлением Гидрометслужбы в Москву для работы по обеспечению потребностей фронта в гидрологических данных и прогнозах. В 1943—1961 годах Геннадий Павлович — начальник отдела и заместитель директора Центрпльного института прогнозов Главного управления Гидрометслужбы СССР.
В 1961 году перешел в Московский университет и руководил научной группой этого вуза. Был заведующим кафедрой гидрологии суши географического факультета в 1963—1975 годах, также возглавлял гидрологическую комиссию Геофизического комитета Академии наук.
Г. П. Калинин — автор более 200 работ и восьми монографий. Был создателем и редактором журнала «Водные ресурсы», одновременно являлся редактором журнала «Метеорология и гидрология» и реферативных журналов «Геофизика» и «География». Являлся Почётным членом Венгерского гидрологического общества, был членом комиссии Международного географического союза, Международного союза геодезии и геофизики и ряда других международных организаций.

Могила Г. П. Калинина на Новом Донском кладбище

Жил в Москве на улице Чайковского, 28/35 и Большой Дорогомиловской, 14. Умер 2 января 1975 года в Москве. Похоронен на Донском кладбище (участок № 3).

## Билиография
- Основы методики краткосрочных прогнозов водного режима [Текст]. — Ленинград : Гидрометеоиздат, 1952. — 166 с. : граф.; 26 см. — (Труды Центрального института прогнозов / Гл. упр. гидрометеорол. службы при Совете Министров СССР; Вып. 28 (55)).
- Проблемы глобальной гидрологии [Текст]. — Ленинград : Гидрометеоиздат, 1968. — 377 с.
- От аэрокосмических снимков к прогнозам и расчетам стока [Текст]. — Ленинград : Гидрометеоиздат, 1974. — 41 с.

## Награды
- Награждён медалями «За доблестный труд в Великой Отечественной войне 1941—1945 гг.» (1951), «За победу над Германией в Великой Отечественной войне 1941—1945 гг.» (1945) и «В память 800-летия Москвы» (1947). Также награждён серебряной медалью ВДНХ СССР (1966)[4].
- Лауреат Государственной премии СССР (1981, посмертно) и премии им. М. В. Ломоносова (1969).